# Federico de Schleswig-Holstein-Sonderburg-Norburg
Federico de Schleswig-Holstein-Sonderburg-Norburg (Sonderburg, 26 de noviembre de 1581-Norburg, 22 de julio de 1658) fue duque de Schleswig-Holstein-Sonderburg-Norburg desde 1624 hasta su muerte.

## Biografía
Federico era el hijo más joven del duque Juan II de Schleswig-Holstein-Sonderburg y su esposa, Isabel de Brunswick-Grubenhagen. En tanto que era el hijo menor, originalmente no se le proporcionó ningún ducado. Sin embargo, después de la muerte de su hermano, Juan Adolfo, en 1624, heredó el título y ducado de su hermano.

## Matrimonio e hijos
Federico contrajo matrimonio el 1 de agosto de 1627 con Juliana, hija del duque Francisco II de Sajonia-Lauenburgo. La pareja tuvo un hijo:
- Juan Bogeslao (30 de septiembre de 1629-17 de diciembre de 1679).

Después de la muerte de su primera esposa en 1630, Federico contrajo matrimonio el 5 de febrero de 1632 con Leonor de Anhalt-Zerbst (Zerbst, 10 de noviembre de 1608-Osterholm, 2 de noviembre de 1680), hija del príncipe Rodolfo de Anhalt-Zerbst. La pareja tuvo los siguientes hijos:
- Isabel Juliana (24 de junio de 1633-Wolfenbüttel, 4 de febrero de 1704), desposó el 17 de agosto de 1656 a Antonio Ulrico de Brunswick-Wolfenbüttel (1633-1714).
- Dorotea Eduviges (18 de abril de 1636-Gandersheim, 23 de septiembre de 1692), abadesa de Gandersheim (1665-1678). Se convirtió al catolicismo y desposó el 7 de junio de 1678 a Cristóbal de Rantzau-Hohenfeld.
- Cristián Augusto (30 de abril de 1639-15 de enero de 1687), almirante inglés.
- Luisa Amöne (15 de enero de 1642-4 de junio de 1685), desposó el 28 de agosto de 1665 a Juan Federico de Hohenlohe-Neuenstein-Öhringen (1617-1702).
- Rodolfo Federico (27 de septiembre de 1645-14 de noviembre de 1688), desposó el 10 de junio de 1680 a Bibiana de Promnitz (8 de agosto de 1649-19 de agosto de 1685). Su hija desposó al duque Augusto Guillermo de Brunswick-Luneburgo.

Después de la muerte de Federico en 1658, su hijo mayor heredó el título. Su viuda, Leonor de Anhalt-Zerbst, actuó como tutora.